# Kate Hall

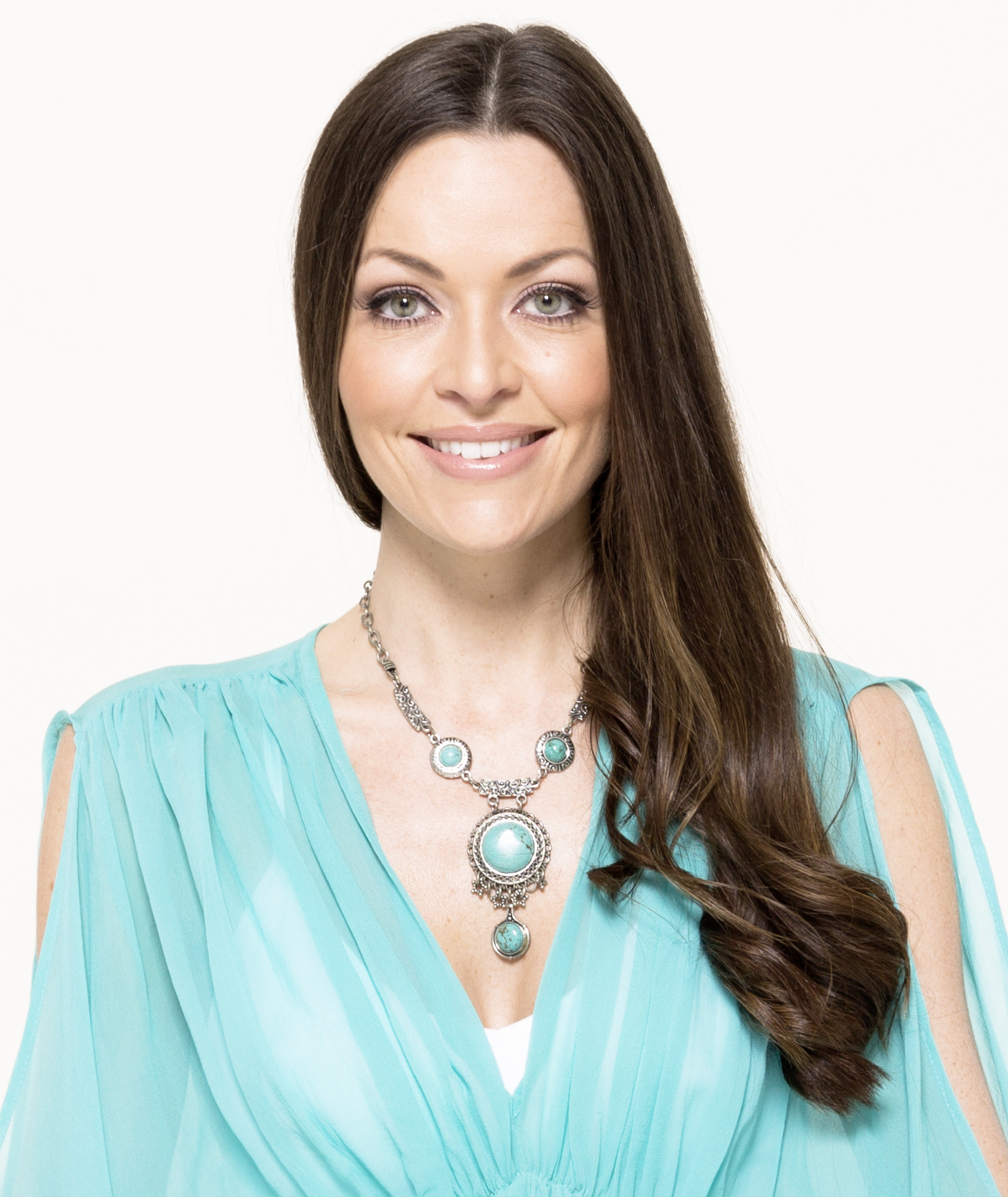
Kate Hall (2016)

Kate Hall (* 21. Mai 1983 in Harwich, England) ist eine in Deutschland lebende dänisch-britische Sängerin, Moderatorin und Vocalcoach.

## Leben
Hall wuchs als Tochter eines dänischen Vaters und einer britischen Mutter ab ihrem vierten Lebensjahr in Allerød auf. Bereits als Kind nahm sie Gesangs-, Klavier- und Tanzunterricht. Im Alter von zwölf Jahren wurde sie in den Mädchenchor des Dänischen Rundfunks aufgenommen. Ein Jahr später entstanden für die britische Zeichentrickserie Postman Pat ihre ersten Studioaufnahmen. Erfahrungen im Fernsehen sammelte sie als Moderatorin beim dänischen Musiksender Voice TV.
Der Durchbruch als Sängerin gelang Hall, nachdem sie vom deutschen Musikproduzenten Alex Christensen entdeckt worden war. Mit der von Christensen produzierten Single Is There Anybody Out There? erreichte sie im Juni 2005 die deutschen Charts. Hall war von 2006 bis 2008 mit dem Sänger Ben verlobt, mit dem sie 2007 vier Singles mit den Titeln Bedingungslos, Du bist wie Musik, Ich lieb dich immer noch so und Zwei Herzen aufnahm. Sie arbeitete in der 7., 8. und 10. Staffel von Popstars in Deutschland sowie in der 1. Staffel in Österreich als Vocalcoach. Seit Mai 2009 ist Hall mit dem Tänzer und Choreografen Detlef Soost zusammen und seit 2012 mit ihm verheiratet, sie haben eine 2010 geborene Tochter. Die Familie lebt in Berlin-Mitte.
2010 und 2011 war Kate Hall in einer Episode von Cartoon Network Durchstarter als Vocal-Coach dabei und begleitete die jungen Talente auf dem Weg zu ihrem ersten Auftritt vor großem Publikum. 2011 und 2012 moderierte sie gemeinsam mit Detlef Soost zwei Staffeln der Kinder-Talentshow Cartoon Network D! Hall of Fame beim Privatsender Cartoon Network. Im Januar 2013 nahm Kate Hall mit dem Lied I’m not Alone an der dänischen Vorentscheidung für den Eurovision Song Contest teil. 2013 war sie Kandidatin in der VOX-Serie Promi Shopping Queen. Am 19. Dezember 2017 erschien ihr Buch Weight Loss Yoga: Entspannt zum Wunschgewicht. Im Mai 2020 nahm sie am Free European Song Contest für Dänemark teil und landete auf dem letzten Platz.

## Diskografie

### Gemeinschaftsalben
| Jahr | Titel Musiklabel                   | Höchstplatzierung, Gesamtwochen, AuszeichnungChartsChartplatzierungen (Jahr, Titel, Musiklabel, Platzierungen, Wochen, Auszeichnungen, Anmerkungen) | Anmerkungen                                  |
| Jahr | Titel Musiklabel                   | DE | Anmerkungen                                  |
| ---- | ---------------------------------- | --- | -------------------------------------------- |
| 2008 | Von beiden Seiten Columbia Records | DE67 (1 Wo.)DE | Erstveröffentlichung: 25. April 2008 mit Ben |
| 2009 | Himmel um die Ecke Universal Music | — | Erstveröffentlichung: 27. November 2009      |

### Singles
| Jahr | Titel Album                                         | Höchstplatzierung, Gesamtwochen, AuszeichnungChartplatzierungen (Jahr, Titel, Album, Platzierungen, Wochen, Auszeichnungen, Anmerkungen) | Höchstplatzierung, Gesamtwochen, AuszeichnungChartplatzierungen (Jahr, Titel, Album, Platzierungen, Wochen, Auszeichnungen, Anmerkungen) | Höchstplatzierung, Gesamtwochen, AuszeichnungChartplatzierungen (Jahr, Titel, Album, Platzierungen, Wochen, Auszeichnungen, Anmerkungen) | Anmerkungen                                                                                          |
| Jahr | Titel Album                                         | DE | AT | CH | Anmerkungen                                                                                          |
| ---- | --------------------------------------------------- | --- | --- | --- | --- |
| 2005 | Is There Anybody Out There? –                       | DE50 (6 Wo.)DE | AT72 (1 Wo.)AT | — | Erstveröffentlichung: 23. Mai 2005                                                                   |
| 2005 | God’s Gift –                                        | DE53 (6 Wo.)DE | — | CH22 (12 Wo.)CH | Erstveröffentlichung: 22. August 2005                                                                |
| 2007 | Einmalig / Bedingungslos Von beiden Seiten          | DE16 (9 Wo.)DE | AT74 (1 Wo.)AT | — | Erstveröffentlichung: 3. August 2007 mit Ben                                                         |
| 2007 | Du bist wie Musik High School Musical 2 (O.S.T.)    | DE61 (9 Wo.)DE | AT70 (2 Wo.)AT | — | Erstveröffentlichung: 7. September 2007 mit Ben                                                      |
| 2007 | Ich lieb’ dich immer noch so sehr Von beiden Seiten | DE45 (6 Wo.)DE | — | — | Erstveröffentlichung: 23. November 2007 mit Ben                                                      |
| 2008 | 2 Herzen Von beiden Seiten                          | DE43 (7 Wo.)DE | — | — | Erstveröffentlichung: 4. April 2008 mit Ben                                                          |
| 2008 | Die letzte Träne –                                  | DE41 (6 Wo.)DE | — | — | Erstveröffentlichung: 5. Dezember 2008                                                               |
| 2009 | Tränen Hotel Engel                                  | DE24 (9 Wo.)DE | AT12 (20 Wo.)AT | — | Erstveröffentlichung: 6. Februar 2009 DJ Ötzi feat. Kate Hall Original: Florian Ast & Francine Jordi |

Weitere Singles
- 2006: I Feel So Real
- 2009: Du gehörst zu mir
- 2020: Reset